# Charles Irvine
Charles Irvine, född 1693, död 1771, var en skotsk köpman, född i Aberdeen. Runt 1719 kom han till Rouen och arbetade i 13 år på det franska Compagnie des Indes. 1733-1757 var han verksam vid svenska Ostindiska Companiet. 
Han var förste superkargör på fyra expeditioner till Kanton: 
- "Tre Kronor" 1736-37
- "Fredericus Rex Sueciae" 1737-39
- "Riddarhuset" 1740-42
- "Kalmar" 1744-45

Trots en ansenlig inkomst vid dessa expeditioner hade Irvine ekonomiska bekymmer främst på grund av låneskulder, felspekulationer och misslyckade investeringar[källa behövs]. 
Charles Irvine återvände till Aberdeen 1757 och avled ogift i oktober 1771.